# Treaty ports
Con l'espressione porti dei trattati, o porti dei trattati ineguali (in inglese treaty ports) ci si riferisce alle città portuali in Cina, Giappone e Corea (e in Irlanda dal 1922 al 1938) aperti al traffico commerciale internazionale mediante la stipulazione dei trattati ineguali.

## Descrizione

### Treaty portsin Asia
Dal punto di vista occidentale questi scali favorivano la libera concorrenza, ma in pratica l'inclusione della clausola della nazione più favorita inserita nei numerosi trattati ineguali diede avvio all'epoca ad un'escalation imperialistica da parte delle potenze occidentali e statunitense.
I primi cinque porti vennero aperti in Cina attraverso il Trattato di Nanchino del 1842, dopo la conclusione della Prima Guerra dell'Oppio; tra di essi vi erano Hong Kong e Shanghai.

### Treaty portsirlandesi (1922-1938)
A seguito della firma del Trattato anglo-irlandese del dicembre 1921 e della creazione dello Stato Libero d'Irlanda l'anno seguente, il Regno Unito mantenne la sovranità su tre porti strategicamente importanti in territorio irlandese: Castletownbere, Spike Island e Lough Swilly. Tale decisione fu dovuta alla intensa campagna degli U-Boot durante la prima guerra mondiale, per cui il Regno Unito non voleva ritrovarsi isolata in un'eventuale guerra futura.
Con la conclusione della Guerra commerciale anglo-irlandese degli anni '30, a seguito della firma dell'Eire (Confirmation of Agreements) Act nella primavera del 1938, i tre porti furono restituiti l'anno seguente all'Irlanda, diventata nel frattempo l'attuale repubblica.